# Mireia Domènech i Bonet
Mireia Domènech i Bonet   (la Jonquera, 1977) és una periodista i escriptora catalana amb trajectòria professional tant en l'àmbit nacional com internacional. Ha treballat en comunicació política i cultural, bé com en comunicació corporativa, màrqueting i estratègia internacional a Bèlgica, Alemanya i Suïssa, on resideix actualment.
Com a periodista ha col·laborat amb diferents mitjans catalans i espanyols (Ara, Público, El Món, TV3, Catalunya Ràdio, RAC1, Diario 16 i Exterior.cat). Ha rebut el Premi Ramon Juncosa de Divulgació i Periodisme Transfronterers 2021, pel reportatge El país de l’home os publicat a La Mira Magazine, mitjà amb el qual col·labora regularment. El gener de 2024, l’Institut de Projecció Exterior de la Cultura Catalana (IPECC) li atorga el Premi Josep Maria Batista i Roca per la seva tasca de projecció exterior de Catalunya així com de defensa dels drets de la Catalunya exterior i del vot exterior.
És sòcia fundadora amb Liz Castro de la plataforma de micromecenatge continu Aixeta, membre del Grup de Periodistes Ramon Barnils i coautora amb Krystyna Schreiber del llibre, en francès, Le choix de l’indépendance en Catalogne. Regards croisés d’acteurs et d'experts.
És neta de l'arquitecte Jordi Bonet i Armengol, neboda de l'historiador i polític català Josep Maria Ainaud de Lasarte i del compositor Narcís Bonet, així com besneta de la cantant Conxita Badia i Millàs i de l'arquitecte Lluís Bonet i Garí.

## Biografia
Mireia Domènech i Bonet cresqué entre l'Alt Empordà i el Vallespir, estudiant a El Pertús i a Ceret. El seu pares són metges a La Jonquera i a El Pertús i consideraren que l'escolarització a Catalunya Nord era la millor forma que aprengués francès. Cursà periodisme a la Universitat Autònoma de Barcelona, carrera que acabà a Brussel·les amb una beca del programa Erasmus, llicenciant-se el 2001.
Domènech també es postgraduà en Gestió i Cooperació Cultural Internacional (Universitat de Barcelona), es diplomà en estudis especialitzats sobre la Unió Europea (Universitat Oberta de Catalunya) i posteriorment cursà màster en Màrqueting Internacional i Direcció Comercial (Universitat de Barcelona).
Ha treballat en comunicació política i cultural, en gabinet i relacions internacionals per a institucions i personalitats públiques.
Posteriorment a una estada becada al Patronat Català Pro-Europa, a Brussel·les treballà d'assessora de comunicació al Parlament europeu fent de cap de premsa i relacions institucionals d'Ignasi Guardans i Cambó, eurodiputat per Convergència i Unió (2004-2009). També formà part de l'equip fundador del Consell Nacional de la Cultura i de les Arts com a directora de comunicació.
De la tardor de 2013 a la de 2015, fou la cap de comunicació internacional de l'Assamblea Nacional Catalana (ANC) des d'Alemanya. Seguidament fou mà dreta i assessora de comunicació de Gabriel Rufián i Romero, candidat d'Esquerra Republicana de Catalunya (ERC) al Congrés dels Diputats, arribant a ser-ne cap de gabinet durant les campanyes 2015 i 2016.
Al llarg de la seva trajectòria ha viscut a Flandes, a la Bèlgica francòfona i al Bodensee alemany, on treballà com a consultora de comunicació internacional. Actualment resideix prop de Berna, a Suïssa.  
Com a periodista s'ha destacat en la qüestió del vot exterior i la internacionalització del procés català.

## Llibres publicats
- Le choix de l'indépendance en Catalogne. Regards croisés d’acteurs et d'experts. Presses Universitaires de Perpignan, Perpinyà 2019, ISBN 978-2-35412-341-3.

## Premis
- Premi Ramon Juncosa de Divulgació i Periodisme Transfronterers 2021, pel reportatge El país de l’home os, publicat al digital La Mira Magazin, sobre les tres darreres Festes de l’Os a la Catalunya Nord. Guardó atorgat pel Departament de la Presidència de la Generalitat de Catalunya[3]

- Premi Josep Maria Batista i Roca de projecció internacional 2023. Guardó atorgat per l'Institut de Projecció Exterior de la Cultura Catalana[4]